# Северна Висша лига
Северна Висша лига (на английски: Northern Premier League) е английска полупрофесионална лига, състояща се от три дивизии: Висша, Първа североизточна дивзия и Първа северозападна дивизя. В нея участват полупрофесионални отбори от северна Англия и Шотландия.

## История
Лигата е създадена през 1968 и е еквивалент на Южна Футболна лига.
През 1979 лигата се отделя като самостоятелна регионална дивизия в Северна Англия, след като се създава Алианс Футболната Лига (днес Национална конференция).

## Структура
До 2007 лигата се състои само от две дивизии, но следват промени и са въведени южните и северните дивизии.
Последните два клуба от тези дивизии изпадат в
Северна Лига, Регионална североизточна лига, Регионална северозападна лига и Централен Футболен Алианс.

## Отбори 2008/09
- Аштън Юнайтед
- Бостън Юнайтед
- Брадфорд Парк Авеню
- Бъкстън
- Кемъл Леърд
- Ийстууд Таун
- Юнайтед Ъф Манчестър
- Фрикли Атлетик
- Гуизли Таун
- Хеднесфорд Таун
- Илкестън Таун
- Кендал Таун
- Лий RMI
- Марин
- Матлок Таун
- Нантуич Таун
- Норт Фериби Юнайтед
- Осет Таун
- Прескът Кейбълс
- Уитби Таун
- Уитън Албион
- Уърксоп Таун